# Boarmia separata
Boarmia separata là một loài bướm đêm trong họ Geometridae.